# Станка (Викторија)
Станка (рум. Stânca) насеље је у Румунији у округу Јаши у општини Викторија. Oпштина се налази на надморској висини од 112 m.

## Становништво
Према подацима из 2002. године у насељу је живело 550 становника, од којих су сви румунске националности.